# (2612) Kathryn
(2612) Kathryn – planetoida z pasa głównego asteroid okrążająca Słońce w ciągu 4 lat i 340 dni w średniej odległości 2,9 j.a. Została odkryta 28 lutego 1979 roku w Lowell Observatory (Anderson Mesa Station) przez Normana Thomasa. Nazwa planetoidy pochodzi od Kathryn Gail Thomas-Hazelton, córki odkrywcy. Przed nadaniem nazwy planetoida nosiła oznaczenie tymczasowe (2612) 1979 DE.